# Гвозданска
Гвозданска је насељено мјесто у општини Сухопоље, у Славонији, у Вировитичко-подравској жупанији, Република Хрватска.

## Географија
Гвозданска се налази око 13 км јужно од Сухопоља.

## Историја
До територијалне реорганизације у Хрватској насеље се налазило у саставу бивше општине Вировитица.

## Становништво
Гвозданска је према попису из 2011. године имала 34 становника.
| Националност       | 1991. | 1981. | 1971. | 1961. |
| Срби               | 54    | 76    | 103   | 155   |
| Хрвати             | 27    | 23    | 39    | 52    |
| Југословени        | 1     | 16    |       | 1     |
| остали и непознато | 3     | 3     | 1     |       |
| Укупно             | 85    | 118   | 143   | 208   |

| Демографија | Демографија | Демографија |
| Година      | Становника  | Становника  |
| ----------- | ----------- | ----------- |
| 1961.       | 208         |             |
| 1971.       | 143         |             |
| 1981.       | 118         |             |
| 1991.       | 85          |             |
| 2001.       | 47          |             |
| 2011.       |             | 34          |